# Folke Wiberg
Folke Wiberg, född den 31 juli 1885 i Stockholm, död den 21 februari 1936 i Skellefteå, var en svensk jurist.
Wiberg avlade studentexamen 1905 och juris kandidatexamen 1911. Efter mångårig tjänstgöring i olika domsagor och som extra ordinarie assessor i Svea hovrätt blev han 1922 vice häradshövding. Wiberg var häradshövding i Västerbottens norra domsaga från 1930 till sin död. Han är gravsatt i Gustaf Vasa kyrkas kolumbarium.